# Likai-mező
A Likai-mező (horvátul: Ličko polje) egy karsztmező Horvátországban, Likában Lika-Zengg megyében. 

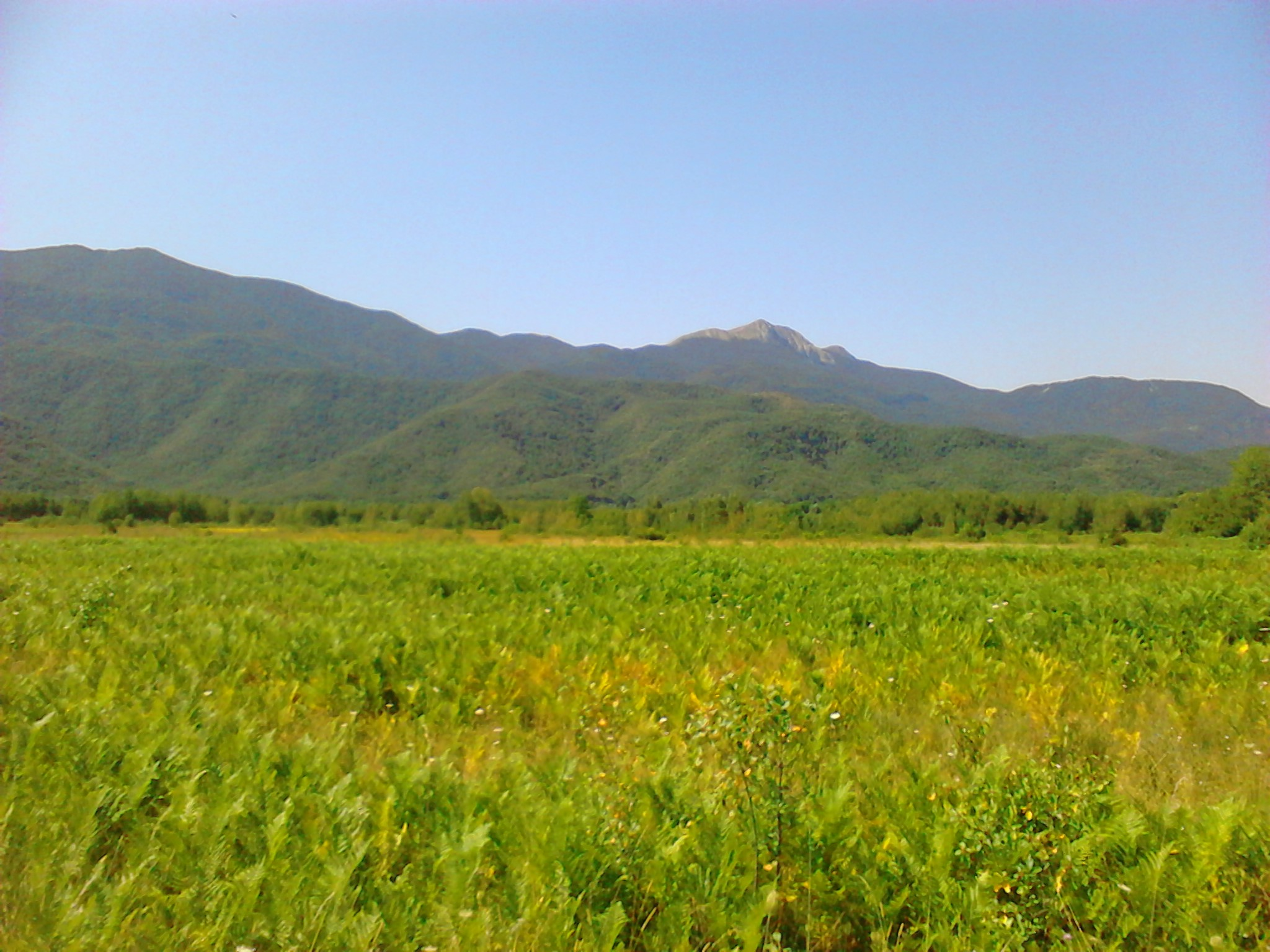
A Likai-mező Lički Čitluknál

## Fekvése
A Lika-mező a Velebit-hegység keleti lejtői alatt, mintegy 140 km hosszúságban, a Velebittel párhuzamosan fekszik. Területe 465 km². Tengerszint feletti magassága 565–590 m, ezért inkább fennsíknak tekinthető. A mező az ún. Dinári irányban (északnyugat – délkelet) húzódik, és öt kisebb mezőből áll: Lipovo, Kosinjsko, Pazariško, Brezovo és Gospić. A nagyobb folyói a Lika és a Ričina. Télen a területet hó borítja, különösen a Velebit mentén nagyobb magasságú peremeken. A Velebit közelsége ellenére azonban nedves és melegebb levegő hatol be, ami nagyobb mennyiségű csapadékot hoz. Gyakoriak a heves esőzések, így nincs vízhiány, de a víz gyorsan le is folyik a föld alá. A mezőn áthalad a Károlyváros - Gospić – Karlobag főút és a likai vasútvonal. A legnagyobb települése és központja Gospić városa. 

## Gazdaság
Az itt élők főként mezőgazdaságból (burgonya stb.) és állattartásból élnek.

## Vizei
A mezőn a Lika és Gacka víznyelőben végződő folyók folynak át mellékfolyóikkal, a legnagyobbakat említve a Novčicával, az Otešicával, a Jadovával, délen pedig a Ričicával és az Otučával. Mindegyikük Likán ered, ahol rövid útjuk után a föld alá süllyednek. A víz nem tűnik el, hanem tovább folyik a föld alatt. Nagyobbik része, körülbelül háromnegyede, a tenger felé, kisebb része pedig a Fekete-tenger vízgyűjtő területének folyói felé. A Velebit-hegység mentén a folyók gyakoribbak, a keleti oldalon pedig ritkábban fordulnak elő. Ennek okát a vízzáró kőzetekben kell keresni. A folyók egy része állandó, mint például a Lika és a Gacka, mások az év szárazabb részén kiszáradnak. Ilyenek például a Krbava, a Suvaja és a Jadova.

## Növény- és állatvilág
A kellő mennyiségű csapadék ellenére a Lika növényzete nem olyan dús, mint Gorski kotar. Ennek oka a mezőgazdaság. Az emberek a mezőgazdaság miatt a sík részeken erdőket vágtak ki. Az árvizes területek határain kívül kis részben szántóterületek, nagyrészt pedig gyepek találhatók, amelyek az áradásoktól és a talajvizektől nedvesek. Vannak a szárazabb, sziklás gyepek is, amelyek magasabban fekszenek. A hosszan tartó áradásokkal sújtott részeken a legelő közösségek dominálnak, ahol az endemikus fajok egy része nő, mint például a csillagvirág, a kocsord és a velebiti lóhere. A magasabban fekvő száraz gyep nyáron megsárgul, ekkor kitűnnek a lila-kék iringó kék virágai. A fű között jellegzetes hangú madarak rejtőzködnek. Összesen mintegy 150 énekesmadárfaj él Likán. A héják is alkalmazkodtak ezekhez a rétekhez, mivel fészküket a földre építik. Az erdők és cserjések mellett számos szarka, szajkó és más madárfaj él. A környező hegyekben elő medvék és a farkasok is rendszeresen látogatják az itteni erdőket, de a településektől távol, ezért gyakran észrevétlenek maradnak.

## Fordítás
Ez a szócikk részben vagy egészben  a   Ličko polje (Lika) című horvát Wikipédia-szócikk ezen változatának fordításán alapul.  Az eredeti cikk szerkesztőit annak laptörténete sorolja fel. Ez a jelzés csupán a megfogalmazás eredetét és a szerzői jogokat jelzi, nem szolgál a cikkben szereplő információk forrásmegjelöléseként.